# Lloro de Maximilià
El lloro de Maximilià (Pionus maximiliani) és una espècie d'ocell de la família dels psitàcids que habita boscos del nord, est i sud-est de Bolívia, el Paraguai, est i sud del Brasil i nord de l'Argentina.